# Стесагор
Стесагор (др.-греч. Στησαγόρας) — тиран Херсонеса Фракийского в конце V века до н. э.
Старший сын Кимона из рода Филаидов. Воспитывался у своего дяди Мильтиада, тирана Херсонеса Фракийского.
Наследовал бездетному Мильтиаду, продолжал начатую дядей войну с Лампсаком, и в ходе этого конфликта был убит — лампсакиец, выдавший себя за перебежчика, зарубил его в пританее секирой.
Годы его правления точно не известны, предполагается, что тираном он стал после смерти Кимона, то есть не ранее 528/527 до н. э., а умер не позднее 515/514 до н. э..
Ему на смену Писистратиды направили младшего брата, Мильтиада. Прибыв в Херсонес, тот созвал на погребение Стесагора руководителей греческих общин полуострова, а затем схватил их и установил тираническое правление на всем Херсонесе.